# William F. Kernan

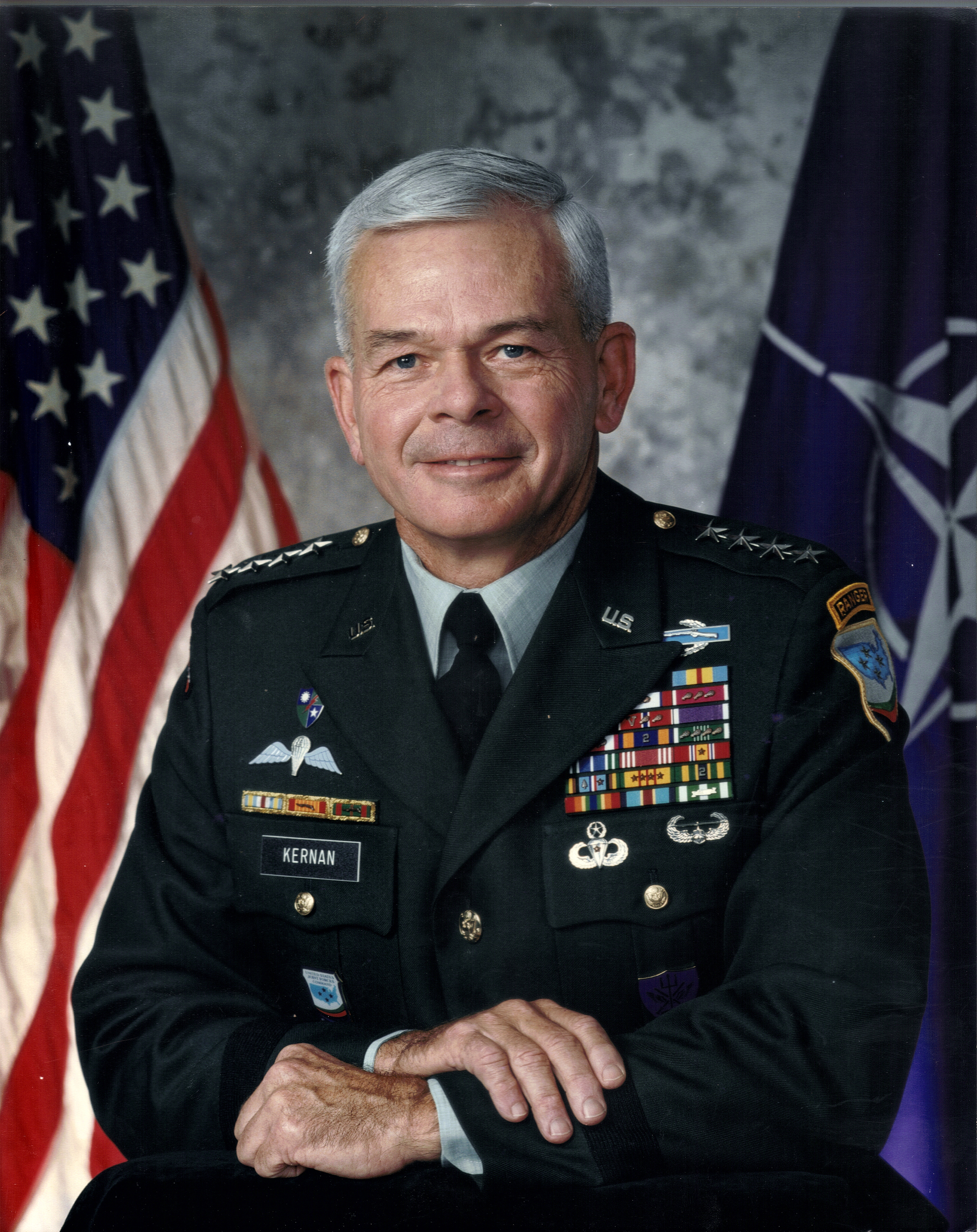
William F. Kernan (2012)

 William F. „Buck“ Kernan (* 29. Januar 1946 in Fort Sam Houston, Texas) ist ein pensionierter Vier-Sterne-General der United States Army.
William Kernan absolvierte die Officer Candidate School in Fort Benning in Georgia. Nach seinem erfolgreichen Abschluss gelangte er im Jahr 1968 in das Offizierskorps des US-Heeres. Dort wurde er als Leutnant der Infanterie zugeteilt. In der Armee durchlief er anschließend alle Offiziersränge vom Leutnant bis zum Vier-Sterne-General.
Im Lauf seiner militärischen Karriere absolvierte Kernan verschiedene Kurse und Schulungen. Dazu gehörten unter anderem der Airborne, Ranger Course, eine Fallschirmspringerausbildung, der Infantry Officer's Advanced Course, das Command and General Staff College und das United States Army War College.
In seinen jüngeren Jahren absolvierte er den für Offiziere in den niederen Rangstufen üblichen Dienst in verschiedenen Einheiten und Standorten. Im weiteren Verlauf seiner Karriere kommandierte er Einheiten auf fast allen militärischen Ebenen bis zum Kommandeur eines Unified Combatant Commands. Zwischenzeitlich wurde er auch als Stabsoffizier unter anderem im Pentagon verwendet. Gleich zu Beginn seiner Laufbahn wurde er im Jahr 1969 im Vietnamkrieg eingesetzt. Ende 1989 war er auch an der US-Invasion in Panama beteiligt. Zu diesem Zeitpunkt kommandierte er das 75. Rangerregiment. Dieses Kommando hatte er von Juni 1989 bis Juni 1991 inne. Danach war er bis 1993 Stabsoffizier bei der 7. Infanteriedivision. Anschließend wurde er zur Stabsabteilung J5 des United States Special Operations Commands auf der MacDill Air Force Base versetzt.
Im Februar 1996 übernahm William Kernan als Nachfolger von John M. Keane das Kommando über die 101. Luftlandedivision. Dieses Amt bekleidete er bis zum Februar 1998. Nach dem Kommandowechsel an Robert T. Clark übernahm Kernan im März 1998 den Oberbefehl über das XVIII. Luftlandekorps, den er bis Juli 2000 behielt. Dann wurde er von Dan K. McNeill abgelöst. Danach wurde er als Nachfolger von Admiral Harold W. Gehman Jr. zweiter Kommandeur des United States Joint Forces Command, das von 1999 bis 2011 bestand. William Kernan hatte diese Stellung zwischen dem 5. September 2000 und dem 2. Oktober 2002 inne. Nachdem er das Kommando an Admiral Edmund P. Giambastiani übergeben hatte, ging er in den Ruhestand.
In seinem Ruhestand engagierte sich Kernan bei der Patriot Foundation. Von 2006 bis 2010 war er Vorsitzender dieser Stiftung.

## Orden und Auszeichnungen
William Kernan erhielt im Lauf seiner militärischen Laufbahn unter anderem folgende Auszeichnungen:
- Defense Distinguished Service Medal
- Army Distinguished Service Medal
- Legion of Merit
- Bronze Star Medal
- Purple Heart
- Meritorious Service Medal
- Air Medal
- Army Commendation Medal
- Army Achievement Medal
- Army Good Conduct Medal
- National Defense Service Medal
- Armed Forces Expeditionary Medal
- Vietnam Service Medal
- Army Service Ribbon
- Army Overseas Service Ribbon
- Vietnam Campaign Medal
- Joint Meritorious Unit Award
- Vietnam Gallantry Cross Unit Citation (Südvietnam)
- Vietnam Civil Actions Medal (Südvietnam)
- Combat Infantryman Badge